# Kevin Covais
Kevin Patrick Covais (Levittown, Nueva York, 30 de mayo de 1989) es un cantante y actor estadounidense, mayormente conocido por su participación en la quinta temporada de American Idol, en la que terminó en el puesto once.

## Biografía

### Vida personal
Covais nació y se crio en Levittown, Nueva York, en Long Island. Él es el hijo de John Covais, un sheriff retirado, y Patty Covais. Él es el más joven de tres. Él tiene dos hermanos, una hermana (Kathleen) y un hermano (John). Covais fue diagnosticado con diabetes tipo 1 a los once años y recibe inyecciones de insulina, al igual que su compañero competidor, Elliott Yamin.
Covais comenzó a cantar a la edad de 10 años y ha tomado clases de canto durante cuatro años. Covais ha declarado que Brian McKnight y  Kelly Clarkson son sus cantantes favoritos. En el futuro, planea seguir una carrera en el canto, la actuación o el periodismo.

## American Idol
Audicionó para la quinta temporada de American Idol en Boston, Massachusetts en marzo de 2005. Terminó undécimo en la temporada 5 la competencia.